# Jasna Šekarić
Jasna Šekarić o Jasna Brajković (en serbi: Јасна Шекарић o Јасна Брајковић) (Osijek, RFS Iugoslàvia 1965) és una tiradora sèrbia, guanyadora de cinc medalles olímpiques.

## Biografia
Va néixer el 17 de desembre de 1965 a la ciutat d'Osijek, població situada en aquells moments a la República Federal Socialista de Iugoslàvia i que avui en dia forma part de Croàcia. En dissoldres la RFS Iguslàvia Šekarić adquirí la nacionalitat Sèrbia.

## Carrera esportiva
Al llarg de la seva carrera ha participat en diferents competicions en representació de quatre banderes, si bé mai ha canviat de nacionalitat. Va participar, als 22 anys, en els Jocs Olímpics d'Estiu de 1988 celebrats a Seül (Corea del Sud) en representació de la RFS Iguslàvia, on aconseguí guanyar la medalla d'or en la prova de pistola d'aire (10 metres) i la medalla de bronze en la prova de pistola ràpida (25 metres). Va participar en els Jocs Olímpics d'Estiu de 1992 celebrats a Barcelona (Espanya) en representació dels Participants Olímpics Independents, aconseguint guanyar la medalla de plata en la prova de pistola d'aire (10 metres) i finalitzant sisena en la prova de pistola ràpida (25 metres). En els Jocs Olímpics d'Estiu de 1996 realitzats a Atlanta (Estats Units), i ja sota representació de Sèrbia i Montenegro, finalitzà quarta en la prova de pistola d'aire (10 metres) i sisena en la prova de pistola ràpida (25 metres). En els Jocs Olímpics d'Estiu del 2000 realitzats a Sydney (Austràlia) aconseguí guanyar una nova medalla de plata en la prova de pistola d'aire (10 metres) i finalitzà dissetena en la pistola ràpida (25 metres). En els Jocs Olímpics d'Estiu de 2004 realitzats a Atenes (Grècia) revalidà la medalla de plata en la prova de pistola d'aire (10 metres) i finalitzà novena en la de pistola ràpida (25 metres). Un cop dissolta Sèrbia i Montenegro participà en els Jocs Olímpics d'Estiu de 2008 realitzats a Pequín (Xina) en representació de Sèrbia, finalitzant sisena en la prova de pistola d'aire (10 metres) i vint-i-unena en la prova de pistola ràpida (25 metres).
Al llarg de la seva carrera ha guanyat tres medalles d'or en el Campionat del Món de tir en la prova de pistola d'aire (10 metres) així com cinc Campionats d'Europa. Šekarić fou escollida millor tiradora de l'any el 1990, 1994 i 2005.